# Tildenville
Tildenville es un lugar designado por el censo ubicado en el condado de Orange en el estado estadounidense de Florida. En el Censo de 2010 tenía una población de 511 habitantes y una densidad poblacional de 527,54 personas por km².

## Geografía
Tildenville se encuentra ubicado en las coordenadas 28°32′1″N 81°36′4″O / 28.53361, -81.60111. Según la Oficina del Censo de los Estados Unidos, Tildenville tiene una superficie total de 0.97 km², de la cual 0.83 km² corresponden a tierra firme y (14.44%) 0.14 km² es agua.

## Demografía
Según el censo de 2010, había 511 personas residiendo en Tildenville. La densidad de población era de 527,54 hab./km². De los 511 habitantes, Tildenville estaba compuesto por el 16.63% blancos, el 78.28% eran afroamericanos, el 0% eran amerindios, el 1.96% eran asiáticos, el 0% eran isleños del Pacífico, el 1.37% eran de otras razas y el 1.76% pertenecían a dos o más razas. Del total de la población el 10.37% eran hispanos o latinos de cualquier raza.